# Caranx ruber
Svartryggad Taggmarill (Caranx ruber) är en fiskart som först beskrevs av Bloch, 1793.  Caranx ruber ingår i släktet Caranx och familjen taggmakrillfiskar. Inga underarter finns listade.